# Mosvik
Mosvik – dawna gmina w regionie Nord-Trøndelag w Norwegii. 1 stycznia 2012 została połączona z gminą Inderøy. Jej siedzibą była wieś Mosvik.
Mosvik była 321. norweską gminą pod względem powierzchni.

## Historia
Gmina powstała w 1901 roku z podziału gminy Mosvik og Verran. W momencie powstania Mosvik miała 969 mieszkańców.
31 maja 2010 przeprowadzono referendum w sprawie połączenia gminy Mosvik z sąsiednią gminą Inderøy. Na podstawie jego wyników 14 czerwca 2010 podjęto decyzję o połączeniu gmin. Weszła ona w życie 1 stycznia 2012. W momencie połączenia gmina miała 811 mieszkańców.

## Demografia
Według danych z roku 2005 gminę zamieszkiwało 888 osób. Gęstość zaludnienia wynosiła 4,06 os./km². Pod względem zaludnienia Mosvik zajmowała 417. miejsce wśród norweskich gmin.
| ludność stan na 1 stycznia 2005 |         |           |       |
|                                 | kobiety | mężczyźni | razem |
| osób                            | 460     | 428       | 888   |
| %                               | 51,8%   | 48,2%     | 100%  |

| wykształcenie stan na 1 października 2004 |        |         |        |        |
|                                           | podst. | średnie | wyższe | niezn. |
| osób                                      | 208    | 403     | 93     | 3      |
| %                                         | 29,42% | 57%     | 13,15% | 0,42%  |

## Edukacja
Według danych z 1 października 2004:
- liczba szkół podstawowych (norw. grunnskolar): 2
- liczba uczniów szkół podst.: 121

## Władze gminy
Według danych na rok 2011 administratorem gminy (norw. rådmann) był Lars Harald Daling, natomiast burmistrzem (norw. ordfører, d. borgermester) był Carl Ivar von Køppen.